# Grönlandi bálna
A grönlandi bálna (Balaena mysticetus) az emlősök (Mammalia) osztályának párosujjú patások (Artiodactyla) rendjébe, ezen belül a Whippomorpha alrendjébe és a simabálnafélék (Balaenidae) családjába tartozó egyetlen élő faj és egyben a típusfaj is.
A magyar név arra utal, hogy az állatok hasa (szemben a barázdás bálnákéval) sima, nem barázdált. Angol neve bowhead whale, amely valószínűleg az állat íj alakúan görbülő szájívére utal.

## Előfordulása
A grönlandi bálna az északi félteke hideg tengereiben él, de élettere nem korlátozódik Grönland környékére.

## Megjelenése
A grönlandi bálna átlagosan 15–18 méter hosszú. Egy átlagos példány súlyát 80 tonnára, a legnagyobbakét 100 tonnára becsülik.

## Életmódja
Négy különálló, egymással nem keveredő populációjuk létezik. Az első csoport nyáron Kanada jeges-tengeri partvidékén tartózkodik, télre a Bering-szoroson át a Bering-tengerbe húzódik. A második csoport az Ohotszki-tengerben él. A harmadik csoport nyáron Kanada északkeleti szigetvilágát lakja, telelni a Labrador-tengerben vonul. A negyedik, kisebb létszámú csoport Grönland térségében és a Barents-tengerben él. A zajló, vagy a vékony jégmezőtől sem ijednek meg, az 1 méter vastag jeget is képesek áttörni.
Lassan úsznak, sebességük ritkán haladja meg az óránkénti 10 kilométert. Jellemző rájuk, hogy farkukkal, vagy az  uszonyaikkal csapkodják a vizet. Szívesen kiugranak egész testükkel a vízből és hanyatt zuhannak vissza. Táplálkozás közben – egyszerre legfeljebb 30 percre – lemerülnek, és planktonikus élőlények mellett a fenéken élő bentonikus szervezeteket is fogyaszt. Az utóbbiakat nem a szürke bálnákhoz hasonló gödörásással gyűjti be, mégis megfigyeltek már a felszínen iszapcsíkot húzó grönlandi bálnát. A 60 méteres mélység körüli tengerfeneket kedvelik. A felszínen is táplálkoznak, lassú úszás közben, kitátott szájjal. Állkapcsát 60°-os szögig képes kitátani.
Az adott helyen található élelem-mennyiség függvényében egyedül, vagy csoportosan (1-14 példány) táplálkoznak. A csoportok lépcsős alakzatot képeznek.
A grönlandi bálna a leghosszabb ideig élő emlős, akár 200 évig is elélhet.

## Képek

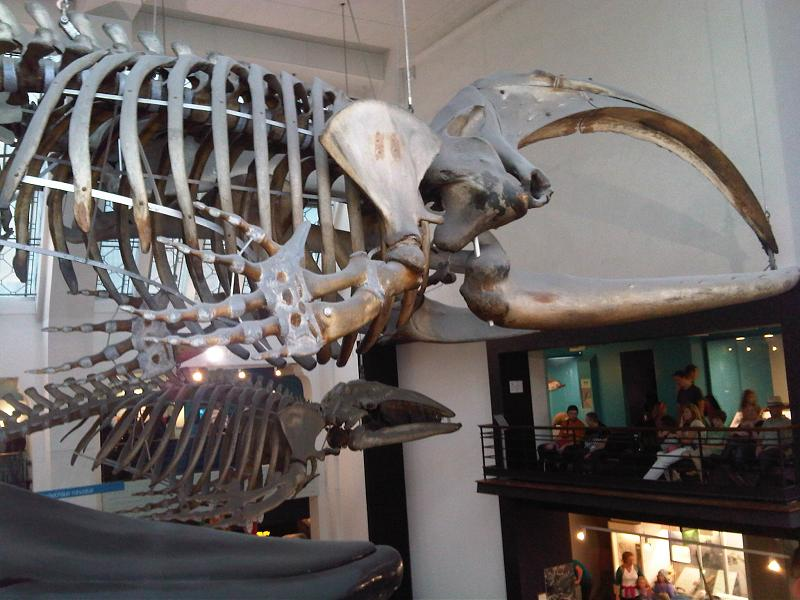
A grönlandi bálna csontváza a londoni Természettudományi Múzeumban
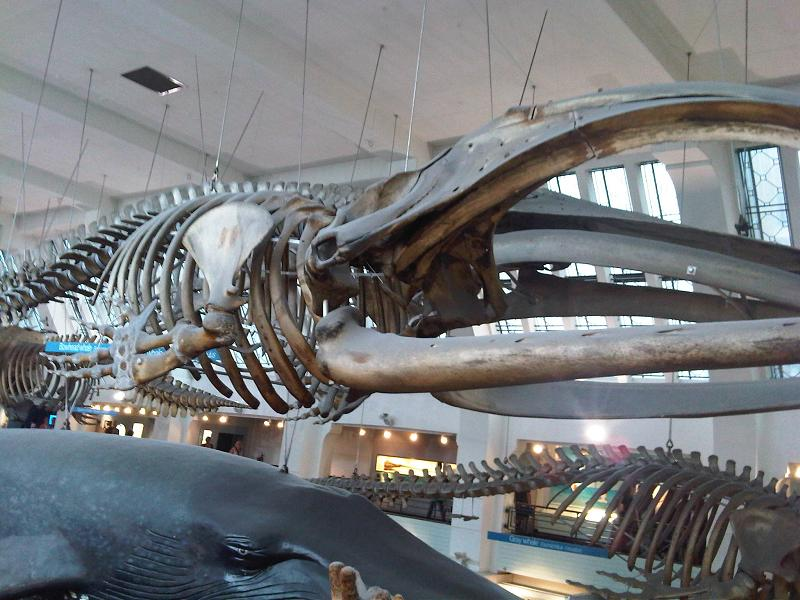
A grönlandi bálna koponyája
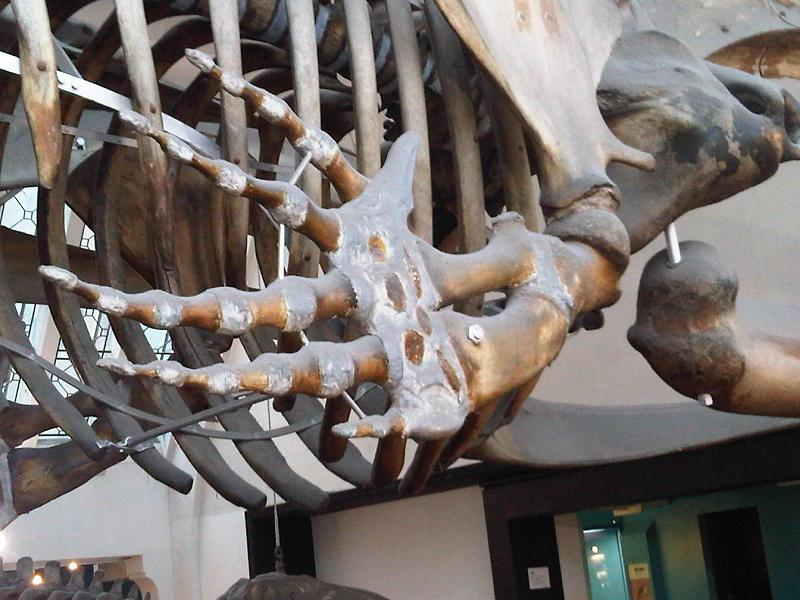
és a mellső jobb úszójának a csontváza